# Ptychoglene flammans
Ptychoglene flammans là một loài bướm đêm thuộc phân họ Arctiinae, họ Erebidae.